# Cuno Raabe
Pour les articles homonymes, voir Raabe.
Cuno Raabe est un homme politique allemand et un résistant au nazisme, né le 5 mai 1888 à Fulda, dans l'Empire allemand, et mort le 3 mai 1971 à Gersfeld (Rhön), en Allemagne de l'Ouest.

## Biographie
Cuno Raabe est issue d'une famille bourgeoise et catholique. Il étudie le droit à Fribourg-en-Brisgau, Munich et Marbourg. Il s'inscrit alors au Zentrum, parti politique centriste de l’Empire allemand. Après son doctorat, Raabe, déclaré réformé et exempté de participation à la Première Guerre mondiale, entre à l'administration de Berlin. Il fait la rencontre de Carl Friedrich Goerdeler.
En 1926, Raabe devient maire de Hagen. En 1933, au moment de l'arrivée des nazis au pouvoir, la municipalité interdit un meeting de Joseph Goebbels, qui affiche à son entrée « Interdit aux Juifs et aux Jésuites ». En avril 1933, il est mis en Schutzhaft par la Gestapo puis renvoyé de la fonction publique en août. Le procès se termine par un acquittement. Avec le soutien de sa famille, il trouve un poste de pompiste en 1938 à Königsberg.
Dès 1934, Cuno Raabe rejoint le cercle de résistance autour de Goerdeler. Si le complot du 20 juillet 1944 avait réussi, il était prévu qu'il devienne ministre des Transports. Après l'échec de l'attentat, Raabe est poursuivi et jugé par le Volksgerichtshof. En novembre 1944, il est arrêté à Königsberg. Son dossier pénal est détruit à l'occasion d'un bombardement allié sur Berlin. C'est pourquoi, mais aussi parce que Hitler veut une entente avec les catholiques en vue de l'Endsieg (de), il échappe à une condamnation à mort. Lors de l'arrivée des Soviétiques, il est détenu dans les bureaux du RSHA.
En septembre 1945, Raabe participe à la fondation de la CDU dans la Hesse et la Franconie. De 1946 à 1956, il est le maire de Fulda. En 1952, il devient vice-président du Landtag de Hesse. Il prend sa retraite politique en 1962.